# Comitè Paralímpic Internacional

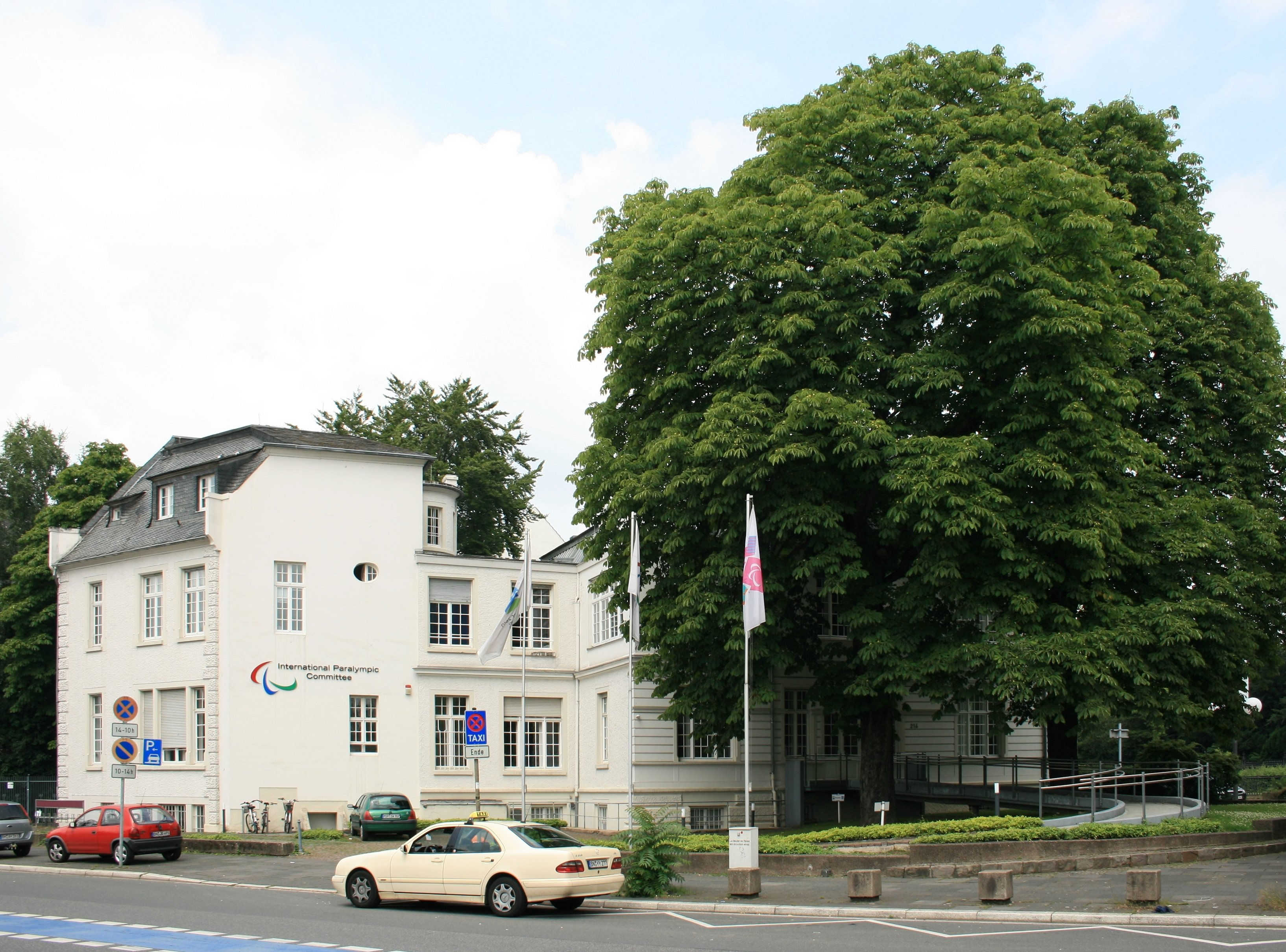
Seu del Comitè Paralímpic a Bonn

El Comitè Paralímpic Internacional (CPI) és la màxima organització esportiva mundial encarregada d'organitzar, coordinar i supervisar l'esport d'alta competició practicat per persones discapacitades. Creat el 1989, organitza cada quatre anys els Jocs Paralímpics, en coincidència amb els Jocs Olímpics. Té la seu a Bonn, Alemanya.

## Història
Els I Jocs Paralímpics, denominats Stoke Mandeville, es van celebrar el 1960 a Roma, com a jocs d'estiu. Des de llavors es van realitzar cada quatre anys sense interrupcions: Tòquio'64, Tel-Aviv'68, Heidelberg'72, Toronto'76, Arnhem'80, Nova York'84 i Seul'88.
El 1989 es va organitzar el Comitè Paralímpic Internacional (CPI) i la seva primera acció de relleu va ser l'organització dels Jocs Paralímpics de Barcelona el 1992. Des de llavors se'n van realitzar a Atlanta'96, Sidney'2000, Atenes'2004, Beijing'2008, Londres'2012 i el 2016 li toca al Barsil.
Des de 1988 es realitzen addicionalment els Jocs Olímpics d'Hivern: Innsbruck'88, Albertville'92, Lillehammer'94, Nagano'98, Salt Lake City'02, Turin'2006 i Vancouver'2010.

## Integració
El Comitè Paralímpic és dirigit per una Assemblea General integrada per tres categories de membres:
- Federacions nacionals: les associacions representatives de l'esport del persones amb discapacitats en cada nació, preferentment organitzades al seu torn en "comitès paralímpics" per país;
- Federacions internacionals especialitzades: cinc federacions internacionals específiques (Federació Internacional d'Esports per a Cecs; CP-ISRA Associació Internacional d'Esports i Recreació de Persones amb Paràlisi Cerebral; INAS-FID (Federació Internacional d'Esports per a Persones amb Discapacitat Intel·lectual; ISMWSF (Federació Internacional d'Esports en Cadira de Rodes Stoke Mandeville; ISOD (Organització Internacional d'Esports per a Discapacitats);
- Comitès per esport: existeixen 26 comitès internacionals per esport, que tenen veu i vot en l'Assemblea General.
- Governing board: format per 12 membres, inclosos el president i el vicepresident de l'IPC.

## Saló de la Fama
La CPI organitza un saló de la fama